# Dysdera bogatschevi
Dysdera bogatschevi är en spindelart som beskrevs av Peter Mikhailovitch Dunin 1990. Dysdera bogatschevi ingår i släktet Dysdera och familjen ringögonspindlar. Inga underarter finns listade i Catalogue of Life.